# Vrapci (2015.)
Vrapci (islandski: Prestir) islandski je cjelovečernji igrani dramski film snimljen s manjinskom hrvatskom i danskom potporom i koprodukcijom. Idejni tvorac filma i njegov redatelj, producent i scenarist je islandski filmski umjetnik Rúnar Rúnarsson, višestruki dobitnik nagrada za svoje prijašnje filmove. To je njegovi drugi cjelovečernji igrani film u kojem je svojom režijom utkao prizore islandskih krajolika. Glazbeni ugođaj, tradiciju i običaje islandskih sela dočarao je Kjartan Sveinsson, dok je Sophia Olsson kao snimateljica prizorima spokojnog ugođaja i bliskim pogledom snimanja ostvarila prevlast tišine nad razgovorom između likova.
Montažu pripisuje Jacob Schulsinger, oblikovanje zvuka Gunnar Óskarsson, kostimografiju Helga Rós Hannam, a scenografiju Marta Luiza Macuga. Film je snimljen uz novčanu potporu Danskog filmskog instituta, Islandskog filmskog centra, Hrvatskog audiovizualnog centra (HAVC-a) i Nordijskog filmskog i televizijskog fonda. Uz Nimbus Film i Nimbus Island, koji potpisuju produkciju, koproducent je Pegasus Pictures (Island) te MP filmska podukcija (Hrvatska), čiji je producent Igor A. Nola.
Glavne ulogu u filmu tumače Atli Óskar Fjalarsson i Ingvar Eggert Sigurðsson. Uz njih, kao sporedni glumci pojavljuju se i Rade Šerbedžija, Kristbjörg Kjeld i Rakel Björk Björnsdóttir.

## Radnja
U središtu filma nalazi se Ari (Atli Óskar Fjalarsson), šesnaestogodišnji dječak koji se s majkom živio u Reykjaviku. Nakon što mu majka otputuje u Angolu s novim mužem, Ari je prisiljen preseliti se iz Reykjavika ocu Gunnaru (Ingvar Eggert Sigurðsson) na Westfjord, najslabije naseljeni i najhladniji dio Islanda. Vrlo je osjetljiv, nježan, tih, dobar, jako lijepo pjeva u crkvenom zboru, ima puno unutarnjih vrijednosti. Na zapanjujućoj pozadini surovogkrajolika, Ari otkriva teškoće odraslog života, ali i njegove primamljive poroke, čovjekovu zvjersku okrutnost, ali i ljubav. Ne znajući kako se zbližiti s ocem alkoholičarem, Ari toplinu nalazi u baki i prijateljici Lari. Šokantni događaj prisilit će ga da odabere hoće li reći istinu ili zaštititi one koje voli. Zalazeći duboko u ljudsku psihu i osjećaje, film svoj fokus usmjerava na ljudske nesavršenosti, složenosti odrastanja i čovjekovu konstantnu potragu za utočištem i spokojem.

## Uloge
- Atli Óskar Fjalarsson kao Ari
- Ingvar Eggert Sigurðsson kao Gunnar
- Kristbjörg Kjeld kao Grandmother
- Rakel Björk Björnsdóttir kao Lára
- Rade Šerbedžija kao Tomislav
- Valgeir Hrafn Skagfjörð kao Bassi

## Prikazivanja i nagrade

### 2015.
Film je premijerno prikazan u natjecateljskom programu 40. izdanja Međunarodnog filmskog festivala u Torontu 11. rujna 2015. godine. Nakon međunarodne premijere, prikazan je i na isladnskoj televiziji na programima RUV, TV2 i SF uz novčanu potporu Islandskog ministarstva industrije i inovacija.
Nagrađen je Zlatnom školjkom za najbolji film na 63. Međunarodnom filmskom festivalu u San Sebastiánu u rujnu 2015.
Na 31. Međunarodnom filmskom festivalu u Varšavi, održanom od 9. do 18. listopada 2015. film je pobijedio u konkurenciji natjecateljskog programa prvih i drugih filmova redatelja. Film je, prema obrazloženju poljsko-bugarsko-izraelskog žirija, nagrađen zbog "maestralnog i poetično ispričanog putovanja antijunaka te nezaboravnog i humanog kraja filma".
Osim Zlatne školjke, film je polučio veliki međunarodni uspjeh i na Međunarodnom filmskom festivalu u Chicagu tjedan dana kasnije. Na 51. izdanju tog prestižnog festivala redatelj filma, Rúnar Rúnarsson, nagrađen je Srebrnim Hugom u kategoriji novih redatelja.
Nakon uspjeha u Chicagu, početkom studenoga film je prikazan na 39. Međunarodnom filmskom festivalu u São Paulu, gdje je osvojio dvije nagrade – onu za najbolji film i najbolji scenarij.
Od većih priznanja u 2015. godini, Vrapci su još osvojili nagradu za umjetničko ostvarenje na 56. Međunarodnom filmskom festivalu u Solunu, koji se održao od 6. do 15. studenog, te 4 nagrade na europskom filmskom festivalu Les Arcs: Kristalnu strijelu za najbolji film, najboljeg glumca (Atli Óskar Fjalarsson), najbolju kameru (Sophia Olsson) i posebnu nagradu "Press" prema odluci međunarodnog žirija kojim je presjedala producentica Sylvie Pialat iz Francuske.

### 2016.
Već na prvom prikazivanju u 2016. godini film je osvojio nagradu FIPRESCI na Filmskom festivalu u švedskom Göteborgu početkom veljače. Pohvale publike dobivao je i na festivalima u Sofiji i Santa Barbari, a na 13. Međunarodnom filmskom festivalu "Duh vatre" u ruskom mjestu Hanti-Mansijsk osvojio je nagradu "Zlatna tajga" za najbolji film.
Poslije toga, slijedila je nagrada za najbolji film 23. Međunarodnog filmskog festivala u Pragu – Febiofesta, održanog od 17. do 25. ožujka te naslov najboljeg filma na Festivalu europskog filma Mamers en Mars.
Na 63. Pulskom filmskom festivalu, Rúnar Rúnarsson osvojio je Zlatnu arenu za režiju u manjinskoj koprodukciji.